# Aaron Rosenberg (scrittore)
Aaron S. Rosenberg (13 ottobre 1969) è uno scrittore e autore di giochi statunitense.

## Biografia
Rosenberg ha scritto romanzi per vari franchise tra cui Star Trek, StarCraft, Warcraft, Exalted, Stargate Atlantis, Shadowrun, Mutants & Masterminds e Warhammer . Scrive anche libri educativi, romanzi per giovani adulti, libri per bambini ed è creatore di giochi di ruolo da tavolo. Ha vinto un Origins Award nel 2003 per Game Mastering Secrets (2002), e il suo romanzo per ragazzi Bandslam: The Novel ha vinto lo Scribe Award come miglior romanzo per ragazzi nel 2010. Altre sue opere per giovani adulti e bambini sono i suoi adattamenti letterari di iCarly e il film d'animazione del 2010 Alpha and Omega . Rosenberg ha scritto il primo romanzo tie-in in assoluto per la serie televisiva Eureka, intitolato Substitution Method, sotto il nome di Cris Ramsay. Il suo secondo romanzo di Eureka, Roads Less Traveled, è stato pubblicato all'inizio del 2011. È anche autore della serie di opere di ambientazione spaziale Dread Remora e coautore della serie di thriller sull'occulto OCLT, entrambe di Crossroad Press, della serie fantasy sui pirati Areyat Isles di Eldros Legacy, della serie urban fantasy Yeti di Paradoxa Press e la serie fantasy epica Relicant Chronicles di Falstaff Books.
Rosenberg fa anche parte di Crazy 8 Press, un'impresa editoriale cooperativa che ha avviato nel 2011 con gli altri autori Peter David, Michael Jan Friedman, Robert Greenberger, Glenn Hauman e Howard Weinstein. Il suo romanzo di fantascienza No Small Bills è stato pubblicato da Crazy 8 nel settembre 2011. Il seguito, Too Small for Tall, è stato pubblicato nel settembre 2012 e i due libri successivi della serie, Three Small Coinkydinks e Not for Small Minds, sono stati pubblicati rispettivamente nel 2014 e nel 2018.
Rosenberg vive a New York con la sua famiglia.

## Pubblicazioni

### Romanzi
- Exalted: Facets of Truth. Macungie, PA: Onyx Path Publishing, 2023.
- Yeti Left Home. Pennsville, NJ: NeoParadoxa, 2023.
- PRISM: The Medusa Maneuver. New York: Crazy 8 Press, 2022.
- PRISM: The Junkyard Gambit. New York: Crazy 8 Press, 2022.
- Deadly Fortune. Kansas City, KS: New Mythology Press, 2022.
- The Relicant Chronicles, Book Four: Bones at Rest. Charlotte, NC: Falstaff Books, 2022.
- O.C.L.T.: Focal Point. Hertford, NC: Crossroad Press, 2022.
- Time of the Phoenix. New York: Crazy 8 Press, 2021.
- Cross the Road. New York: Crazy 8 Press, 2021.
- Gone to Ground. Pennsville, NJ: NeoParadoxa, 2021.
- Death in Silents. New York: Crazy 8 Press, 2020.
- Shadowrun: Shadow Dance. Lake Stevens, WI: Catalyst Game Labs, 2020.
- The Relicant Chronicles, Book Three: Crossed Bones. Charlotte, NC: Falstaff Books, 2020.
- One Haunted Summer. New York: Crazy 8 Press, 2019.
- Height of the Storm: A Mutants & Masterminds Novel. Seattle: Nisaba Press, 2019.
- The Relicant Chronicles, Book Two: Trails of Bone. Charlotte, NC: Falstaff Books, 2019.
- Exalted: False Images. Macungie, PA: Onyx Path Publishing, 2019.
- The Relicant Chronicles, Book One: Bones of Empire. Charlotte, NC: Falstaff Books, 2019.
- Not for Small Minds. New York: Crazy 8 Press, 2018.
- O.C.L.T.: Digging Deep. Hertford, NC: Crossroad Press, 2018.
- Hearts of Iron: War Stories. Stockholm: Paradox Interactive, 2016.
- Three Small Coinkydinks. New York: Crazy 8 Press, 2014.
- For This Is Hell. New York: Crazy 8 Press, 2014.
- Honor of the Dread Remora: A Tale of the Scattered Earth. Hertford, NC: Crossroad Press, 2013.
- Too Small for Tall. New York: Crazy 8 Press, 2012.
- O.C.L.T.: Incursion. Hertford, NC: Crossroad Press, 2011.
- Crossed Paths: A Tale of the Dread Remora. Hertford, NC: Crossroad Press, 2011.
- No Small Bills. New York: Crazy 8 Press, 2011.
- Eureka: Roads Less Traveled. (under the house name Cris Ramsay) New York: Ace Books, 2011.
- O.C.L.T.: Brought to Light. Hertford, NC: Crossroad Press, 2011.
- Birth of the Dread Remora: A Tale of the Scattered Earth. Hertford, NC: Crossroad Press, 2011.
- Eureka: Substitution Method. (under the house name Cris Ramsay) New York: Ace Books, 2010.
- Stargate Atlantis: Hunt and Run. Surbiton, UK: Fandemonium, 2010.
- World of Warcraft: Beyond the Dark Portal. New York: Pocket Books, 2008.
- Star Trek S.C.E.: Creative Couplings. New York: Pocket Books, 2007.
- DaemonGate Trilogy, Book Three: The Hour of the Daemon. London: Black Library, 2007.
- World of Warcraft: Tides of Darkness. New York: Pocket Books, 2007.
- DaemonGate Trilogy, Book Two: The Night of the Daemon. London: Black Library, 2006.
- Star Trek S.C.E.: Aftermath. New York: Pocket Books, 2006.
- StarCraft: The Queen of Blades. New York: Pocket Books, 2006.
- DaemonGate Trilogy, Book One: The Day of the Daemon. London: Black Library, 2006.
- Exalted: The Carnelian Flame. Atlanta: White Wolf Publishing, 2005.
- Star Trek S.C.E.: Creative Couplings, Book II. New York: Pocket Books, 2005.
- Star Trek S.C.E.: Creative Couplings, Book I. New York: Pocket Books, 2004.
- Star Trek S.C.E.: Collective Hindsight, Book II. New York: Pocket Books, 2003.
- Star Trek S.C.E.: Collective Hindsight, Book I. New York: Pocket Books, 2003.
- Star Trek S.C.E.: The Riddled Post. New York: Pocket Books, 2001.

### Racconti
- “Nobody’s Hero.” Grease Monkeys. Pennsville, NJ: eSpec Books, 2023.
- “A Heavy Air.” Cast of Crows. Pennsville, NJ: eSpec Books, 2023.
- “Cursed Souls.” Bonds of Valor (Libri Valoris, Book 4). Kansas City, KS: New Mythology Press, 2023.
- “Cutting Loose.” Phenomenons: Season of Darkness. New York: Crazy 8 Press, 2023.
- “Rapid Fire.” Thrilling Adventure Yarns, Vol. III. New York: Crazy 8 Press, 2023.
- “Courage by Firelight.” Zorro’s Exploits. Sunrise, FL: Bold Venture Press, 2022.
- “The Abandoned Cell.” Sherlock Holmes: Cases by Candlelight. Hartford, CT: Christopher D. Abbott, 2022.
- “Art In.” Rogue Artists. Detroit: Atthis Arts, 2022.
- “Legit Out of Order.” Tales of Capes and Cowls. Hertford, NC: Crossroad Press, 2022.
- “Under the Trollbridge.” On Wings of Steam. Cincinnati, OH: WinterWolf Publications, 2022.
- “The Big Reveal.” The Fans Are Buried Tales. New York: Crazy 8 Press, 2022.
- “Summer Travels.” OCLT: Focal Point. Hertford, NC: Crossroad Press, 2022.
- “Wielding Authority.” Libri Valoris, Vol. 4. Kansas City, KS: New Mythology Press, 2022.
- “Stealing Home.” Phenomenons. New York: Crazy 8 Press, 2022.
- “The Face of Things.” Talons & Talismans, Vol. 2. Kansas City, KS: New Mythology Press, 2021.
- “Cookie Time.” Mendie, The Post-Apocalyptic Flower Scout, Vol. 1. Lancaster, PA: Fortress Publishing, 2021.
- “DuckBob in: Own It.” Origins Writers Anthology. Columbus, OH: GAMA, 2021.
- “A Model Sailor.” Turning the Tied. Calabasas, CA: International Association of Media Tie-in Writers, 2021.
- “The First Dance.” Thrilling Adventure Yarns, Vol. II. New York: Crazy 8 Press, 2021.
- “For the Win.” Heavy Metal Jupiters and Other Places—Tuesday. Pasadena, CA: NASA Exoplanet Science Institute, 2020.
- “Family Practice.” Changing Breeds: An Anthology. Macungie, PA: Onyx Path, 2020.
- “Obligations.” Pangaea III. New York: Crazy 8 Press, 2020.
- “DuckBob in: Running Hot and Cold.” Bad-Ass Moms. New York: Crazy 8 Press, 2020.
- “On the Flip Side.” Wendigo Tales, Volume One: Savage Stories of Horror and Adventure. Richmond: Pinnacle Entertainment Group, 2020.
- “Wrong Exit.” Darkened Streets. Macungie, PA: Onyx Path, 2019.
- “Honor Thy Name.” Pugmire: The Anthology. Macungie, PA: Onyx Path, 2019.
- “Escape Velocity.” Footprints in the Stars. Pennsville, NJ: eSpec Books, 2019.
- “Slingshot.” Defending the Future VIII: In Harm's Way. Pennsville, NJ: eSpec Books, 2019.
- “No Patience for Fools.” Awesome Tales #10. Fort Lauderdale: Bold Venture Press, 2019.
- “Belle of the Ball.” Thrilling Adventure Yarns. New York: Crazy 8 Press, 2019.
- “A Different Math.” Brave New Girls 4: Adventures of Gals and Gizmos. Jersey City, NJ: Brave New Girls, 2019.
- “Listening In.” Monarchies of Mau: Tales of Excellent Cats. Macungie, PA: Onyx Path, 2019.
- “Within One's Grasp.” Women of the Crystal Coast. Napoleon, OH: Knights of the Northwest, LLC, 2019.
- “Last Light.” Nisaba Journal, Issue 1. Seattle: Nisaba Press, 2018.
- “Shifting Focus.” Master of Orion: To the Stars. Lake Stevens, WA: Catalyst Game Labs, 2018.
- “Life Hack.” Brave New Girls 3: Tales of Heroines Who Hack. Jersey City, NJ: Brave New Girls, 2018.
- “DuckBob: All In.” They Keep Killing Glenn. New York: Crazy 8 Press, 2018.
- “DuckBob: Hunting Apartments.” Mystery! The Origins Game Fair 2018 Anthology. Tampa, FL: Down & Out Books, 2018.
- “Going Home.” Stargate: Homeworlds. Surbiton, UK: Fandemonium, 2017.
- “DuckBob: Killer Service.” Love, Murder & Mayhem. New York: Crazy 8 Press, 2017.
- “Many Hands Make Light.” TV Gods 2. Lancaster, PA: Fortress Publishing, 2017.
- “No Guns at the Bar.” Joe Ledger: Unstoppable. New York: St. Martin's Griffin, 2017.
- “The Southern Gamble.” Altered States of the Union. New York: Crazy 8 Press, 2016.
- “Calling It Due.” Pangaea II. New York: Crazy 8 Press, 2016.
- “Win or Lose.” Man and Machine. Stratford, NJ: eSpec Books, 2016.
- “Dragonbound.” Shadowrun: Drawing Destiny. Lake Stevens, WA: Catalyst Game Labs, 2016.
- “The Southern Gamble.” Altered States of the Union. New York: Crazy 8 Press. 2016.
- “Upon Reflection Dark and Deep.” Champions of Aetaltis. Madison, WI: Mechanical Muse, 2016.
- “The Shtick.” The Side of Evil/The Side of Good. Stratford, NJ: eSpec Books, 2015.
- “Kill Switch.” Stargate: Points of Origin. Surbiton, UK: Fandemonium, 2015.
- “Up In Smoke.” Pangaea. New York: Crazy 8 Press, 2015.
- “Clarity of Mind.” Apollo's Daughters. Washington, D.C.: Silence in the Library, 2015.
- “Life on the Line.” Shadowrun: World of Shadows. Lake Stevens, WA: Catalyst Game Labs, 2015.
- “Oversight.” X-Files: Trust No One. New York: IDW Publishing, March 2015.
- “The Power of Words.” The Bard's Tale. Loveland, OH: Blackspoon Press, 2015.
- “Taking Priority.” Crusader Kings II: The Anthology. Stockholm: Paradox Interactive, 2015.
- “Walking a Tightrope.” Songs of the Sun and Moon: The Changing Breeds Anthology. Atlanta: Obsidian Press, 2014.
- “Well-Suited.” Soothe the Savage Beast. Washington, D.C.: Silence in the Library, 2014.
- “Let No Man Put Asunder.” Europa Universalis IV: What If? The Anthology of Alternate History. Stockholm: Paradox Interactive, 2014.
- “Time to Duck.” Time Traveled Tales, Vol. II. Washington, D.C.: Silence in the Library, 2014.
- “A Lesson Learned.” Tales of the Crimson Keep. New York: Crazy 8 Press, 2014.
- “A Gryphon in Steel and Glass.” Rites of Renown: When Will You Rage 2. Atlanta: Obsidian Press, 2013.
- “Up and Down the Line.” Time Traveled Tales. Washington, D.C.: Silence in the Library, 2013.
- ReDeus: Native Lands. New York: Crazy 8 Press, 2013.
- “A Fixed State.” Origins Writers Anthology. Columbus, OH: GAMA, 2013.
- “With Utmost Dispatch.” Weird Wars Rome. Richmond: Pinnacle Entertainment Group, 2013.
- ReDeus: Beyond Borders. New York: Crazy 8 Press, 2013.
- “Keeping Up with Jonesy.” The Lion and the Aardvark: Aesop's Modern Fables. London: Stoneskin Press, 2013.
- Latchkeys: Time Limit. New York: Crazy 8 Press, 2013.
- ReDeus: Divine Tales. New York: Crazy 8 Press, 2012.
- “Displacement.” World's Collider: A Shared-World Anthology. Smyrna, TN: Nightscape Press, 2012.
- Crossed Worlds – A Crossroad Press Original Series Sampler. Hertford, NC: Crossroad Press, 2012.
- “In Stillness, Music.” Tales of the Far West. Lawrence, KS: Adamant Entertainment, 2012.
- “Gunshade: Rapid Fire.” Thrilling Tales Quarterly #1. Lawrence, KS: Adamant Entertainment, 2008.
- "Distant Fire"- short story. Tales of the Last War. Seattle: Wizards of the Coast, 2006.
- "Inescapable Justice"- novella. Imaginings: An Anthology of Long Short Fiction. New York: Pocket Books, 2003.
- "Six for the Sword"- short story. Legends of the Pendragon. San Francisco: Green Knight Publishing, 2002.
- "Out-of-This-World Prices" - short story. The Rift electronic magazine, Spring 1997.
- "Some Just Like It Better That Way" - short story. Kiosk #16, Fall 1996.
- "Stranger Things Have Happened" - short story. Kaleria, Winter 1996.
- "Afterswords" - short story. Castle News #6, March 1996.
- "The Turncoat Maneuver" - short story. Castle News #5, February 1996.
- "The Blade" - short story. Castle News #3, September 1995.
- "Churchyard Stories" - short story. Castle News #3, September 1995.
- "If At First We Don't Succeed, . . ." - short story. Periphery. 1994.
- "Poetic inJustice" - short story. Kiosk #10, November, 1993.
- "Playing with Fire" - short story. Hashinger Literary Magazine #7, April, 1991.

### Giochi di ruolo
- Smugglers’ Guide to the Rim - Firefly RPG supplement. Madison: Margaret Weis Productions, 2015.
- Kobold Guide to Combat. Kirkland, WA: Kobold Press, 2014.
- Kobold Guide to Magic. Kirkland, WA: Kobold Press, 2014.
- Hillfolk: Blood on the Snow. London: Pelgrane Press, 2013.
- Sunward - Eclipse Phase supplement. Chicago, IL: Posthuman Studios, 2010.
- Guide to the Hunted - Supernatural Role Playing Game supplement. Madison: Margaret Weis Productions, 2010.
- Warhammer Fantasy Roleplay. Roseville, MN: Fantasy Flight Games, 2009.
- The Supernatural Role Playing Game. Margaret Weis Productions. 2009.
- Mars: Savage Worlds Edition. Lawrence, KS: Adamant Entertainment, 2009.
- The Career Compendium—Warhammer FRPG supplement. Roseville, MN: Fantasy Flight Games, 2009.
- The Free Musketeers. Talisman Studios. 2008.
- Shaintar. Talisman Studios. December 2007.
- Lure of the Lich Lord - Warhammer game supplement. Green Ronin. February 2007. Winner, 2007 Gold ENnie for Best Adventure
- Alliance Players Guide. - Warcraft game supplement. Sword and Sorcery Studio. August 2006.
- Lands of Mystery - Warcraft game supplement. Sword and Sorcery Studio. July 2006.
- Legends of the Twins – Dragonlance game supplement. Sovereign Press. March 2005.
- Shadowspawn's Guide to Sanctuary – Thieves’ World game supplement. Green Ronin. December 2005.
- Deryni Roleplaying Game - game manual. Grey Ghost Press. December 2005.
- Helm's Deep - Lord of the Rings game supplement. Decipher. June 2005.
- The Blue Rose Companion - Blue Rose game supplement. Green Ronin. November 2005.
- Races of Destiny – Dungeons & Dragons game supplement. Wizards of the Coast. December 2004.
- Isengard - Lord of the Rings game supplement. Decipher. November 2004.
- Fields of Battle: The Guide to Barbarians & Warriors - Lord of the Rings game supplement. Decipher. October 2004.
- Stargate SG-1: Season Three –Stargate SG-1 game supplement. Alderac Entertainment Group. September 2004.
- Relics and Rituals: Olympus. Sword and Sorcery Studio. August 2004.
- Realms of Norrath: Dagnor's Cauldon. EverQuest game supplement. Sword and Sorcery Studio. August 2004.
- World's Largest Dungeon. Alderac Entertainment Group. August 2004.
- Realms of Norrath: Greater Faydark. EverQuest game supplement. Sword and Sorcery Studio. July 2004.
- Mythic Vistas: Trojan War. Green Ronin. July 2004.
- Relics and Rituals: Excalibur. Sword and Sorcery Studio. May 2004.
- Advanced d20 Compendium. Sword and Sorcery Studio. May 2004.
- Vampire Players' Guide - Vampire game supplement. White Wolf. November 2003.
- Creatures - Star Trek game supplement. Decipher. July 2003.
- Fell Beasts and Wondrous Magic - The Lord of the Rings game supplement. Decipher. July 2003.
- The Eastern Seaboard - Asylum game supplement. Clockworks. July 2003.
- The Shields of Justice: A Hero's Almanac-Silver Age Sentinels supplement. Guardians of Order. July 2003.
- Dark Inheritance - game manual. Mythic Dreams. March 2003.
- Realms of Norrath: Everfrost Peaks. EverQuest supplement. Sword and Sorcery Studio. March 2003.
- Everquest Gamemasters Guide. Sword and Sorcery Studio. January 2003.
- Beasts of the Wyld-Exalted supplement. White Wolf. January 2003.
- Roll Call-Silver Age Sentinels supplement. Guardians of Order. January 2003.
- Horrors of the Wasted West-Hell on Earth d20 supplement. Pinnacle. December 2002.
- The Great Weird North- Deadlands game supplement. Pinnacle Entertainment Group. September 2002.
- Cthulhu GM Pack-accessory for Pulp Cthulhu RPG. Chaosium. August 2002.
- Gamemastering Secrets. Grey Ghost Press. August 2002. Winner, 2003 Origins Award for Best Game Aid or Accessory
- Dead From Above- Weird Wars game supplement. Pinnacle. January 2002.
- The JSA Sourcebook - DCU game supplement. West End Games. November 2001.
- Chosen - game manual. Clockworks. August 2001.
- Sins of the Blood - Vampire game supplement. White Wolf. August 2001
- Dying Earth game manual. Pelgrane Press. March 2001.
- The Gotham Sourcebook - DCU game supplement. West End Games. October 2000.
- Asylum Quick-Start - Asylum game supplement. Clockworks. August 2000.
- The JLA Sourcebook - DCU game supplement. West End Games. August 2000.
- Outside Standard Channels - Spookshow game supplement. Clockworks. April 2000.
- Nights of Prophecy - Vampire game supplement. White Wolf. March 2000.
- The Staff Manual - Asylum game supplement. Clockworks. July 1999.
- "Dead Connections" - Conspiracy X demo adventure. Eden Studios. June 1999.
- "Long Live . . . Everyone?" - Conspiracy X demo adventure. Eden Studios. June 1999.
- The Price of Freedom - Star Trek game supplement. Last Unicorn. March 1999.
- Tales of Magick: Dark Adventure - Mage game supplement. White Wolf. January 1999.
- Spookshow - game manual. Clockworks. August 1998.
- Asylum - game manual. Clockworks. August 1997.
- Film Festival #1 - Hong Kong Action Theatre game supplement. Event Horizons Publications. April 1997.
- Hong Kong Action Theatre - game manual. Event Horizons Publications. August 1996.
- Age of Empire - game manual. Epitaph Studios. December 1996.
- The Strange Files of Dr. Sorcis -Don't Look Back game supplement, Mind Ventures Games. July 1996.
- Periphery - game manual. Epitaph Studios. April, 1994.

### Pubblicazioni in italiano
- La discesa delle tenebre (Tides of Darkness) - romanzo fantasy ambientato nell'universo di World of Warcraft (Panini Books, 2007)
- Oltre il Portale Oscuro (Beyond the Dark Portal) - romanzo fantasy scritto con Christie Golden, trasposizione letteraria del videogioco Warcraft II: Beyond the Dark Portal (Panini Books, 2008)
- La notte del drago (Night of the Dragon) - romanzo fantasy scritto con Christie Golden, ambientato nell'universo di Warcraft (Panini Books, 2008)

## Premi e riconoscimenti
| Premi | Premi           | Premi                                            | Premi                                                              | Premi       |
| Anno  | Premio          | Categoria                                        | Destinatari e candidati                                            | Risultato   |
| ----- | --------------- | ------------------------------------------------ | ------------------------------------------------------------------ | ----------- |
| 2015  | Sidewise Awards | Forma breve                                      | Let No Man Put Asunder                                             | Nominato    |
| 2013  | Origins Awards  | Miglior pubblicazione relativa ai giochi         | Eighth Day Genesis: A Worldbuilding Codex for Writers and Creators | Nominato    |
| 2011  | Origins Awards  | Miglior supplemento per giochi di ruolo          | Sunward: The Inner System                                          | Nominato    |
| 2010  | Scribe Awards   | Romanzo per giovani adulti - Miglior adattamento | Bandslam: The Novel                                                | VINTO       |
| 2009  | Premi Scriba    | Romanzo relativo al gioco - Miglior adattamento  | World of WarCraft: Beyond the Dark Portal                          | Nominato    |
| 2007  | ENnies          | La migliore avventura                            | Lure of the Liche Lord                                             | ENnie d'oro |
| 2006  | Origins Awards  | Gioco di ruolo dell'anno                         | Deryni Roleplaying Game                                            | Nominato    |
| 2002  | Origins Awards  | Miglior aiuto o accessorio di gioco              | Gamemastering Secrets                                              | VINTO       |